# Élections locales écossaises de 2007 à South Lanarkshire
Pour un article plus général, voir Élections locales écossaises de 2007.

Les élections locales écossaises de 2007 à South Lanarkshire se sont tenues le 3 mai 2007.

## Composition du conseil
Majorité absolue : 34 sièges
| Parti               | Sièges  |
| ------------------- | ------- |
| Travailliste        | 30 / 67 |
| SNP                 | 24 / 67 |
| Conservateur        | 8 / 67  |
| Libéraux-démocrates | 2 / 67  |
| Indépendant         | 3 / 67  |